# Speed (film fra 1994)
 For alternative betydninger, se Speed. (Se også artikler, som begynder med Speed)
Speed er en amerikansk action-thriller fra 1994 instrueret af Jan de Bont. I filmen medvirker Keanu Reeves, Dennis Hopper, Sandra Bullock og Jeff Daniels. Den vandt to  Oscars for bedste lyd og redigering. Filmen udspiller sig i Los Angeles.

## Medvirkende
- Keanu Reeves som Police Officer III Jack Traven
- Dennis Hopper som Howard Payne
- Sandra Bullock som Annie Porter
- Jeff Daniels som Police Officer III
- Joe Morton som Lieutenant II "Mac" McMahon
- Richard Lineback som Sergeant II Norwood
- Alan Ruck som Doug Stephens
- Margaret Medina som Police Officer III Robin
- Glenn Plummer som Jaguar-eier
- Hawthorne James som Sam
- Beth Grant som Helen
- Carlos Carrasco som Ortiz
- David Kriegel som Terry
- Natsuko Ohama som Mrs. Kamino